# Jean de Louvres
Jean de Louvres (lat. Iohannes de Luperiis) est un architecte français du XIVe siècle.

## Nom
Son nom a longtemps fait débat.

### Nom latin
Dans le premier document où il apparait, daté du 1er octobre 1342, il est appelé magister Johannes de Luppera, lathomus. On trouve ensuite les formes Lupera, Luperia, Lupara, Luparia qui laissent la place à partir de 1347-1348 à la forme Luperiis. La Chambre et la Chancellerie pontificale ont donc hésité quant à la forme à adopter pour transcrire son nom en latin.

### Nom français
Eugène Müntz a tout d'abord choisi d'utiliser la forme latine de son nom, puis adopte la forme Jean de Louviers en 1887 dans l'article Les architectes du palais des papes à Avignon de la Chronique des arts et de la curiosité. Il opte finalement pour Jean de Loubières, sous l'influence d'Augustin Canron, érudit avignonnais, qui dès 1884 écrivait Jean de Lubière. En effet, le nom de famille et de lieu Loubière est assez commun dans les environs d'Avignon. On trouve en outre la terre de Lubière, aujourd'hui disparue, en Camargue, près de Tarascon. En 1909, Léon-Honoré Labande, dans le guide archéologique du Congrès d'Avignon, utilise la forme Loubières, mais préconise la prudence : « Quel était son pays d'origine ? Faut-il le rattacher à la famille des Lubières qui existait à Tarascon ? La lumière n'est pas encore faite sur ce point. » Digonnet, Robert André-Michel, Gabriel Colombe et Bernard Guillemain utilisent tous la forme Loubières.

Dans deux lettres de Clément VI, du 24 mars 1348 et du 1er août 1350, Jean de Louvres est désigné comme laicus Parisiensis diocesis « laïc du diocèse de Paris. ». Ces mentions sont confirmées par une lettre d'Innocent VI du 12 mars 1355, dans laquelle il est désigné comme Iohanni de Luperiis, laico Parisiensis diocesis « (à) Jean de Louvres, laïc du diocèse de Paris. ». S'il vient du diocèse de Paris, il faut, pour tenir compte de l'évolution des langues romanes, écrire de Louvres. Un document de l'administration royale français de Jean le Bon lève les derniers doutes. Le roi, dès le début de son règne, vers décembre 1350, rend visite à Clément VI à Avignon. Lors de cette visite, le roi offre des présents aux familiers du pape, puis le 15 janvier 1351 à Montpellier fait noter ses dépenses :  

« De par le roy
Les gens de noz comptes, nous vous mandons que nous alloez es comptes de notre amé Pierre Scatisse, receveur de Nymes et commis par noz tresouriers a faire la despense de ce present voiage, trois cenz florins d'or a l'escu, les quiex il a bailliez de notre commandemant, c'est assavoir deux cens escuz qui furent donnez a la norrice de notre fillole, fille du vicomte de Turenne, et cent escuz donnez a mestre Jehan de Louvres, mestre des euvres de notre saint pere le pape. Donné à Montpellier le XVe jour de janvier l'an de grace mil trois cenz et cinquante. Par le roy P. Blanchet. »

Le nom de Jean de Louvres réapparait dans les comptes pontificaux dès avril 1349.

## Biographie

### Avant Avignon
Pierre Gasnault cherche des traces de Jean de Louvres en Ile-de-France. Les difficultés viennent du fait que le prénom autant que le nom sont courants dans cette région.
- Un Jean du Louvre est maitre de l'artillerie royale sous Charles IV le Bel et Philippe VI de Valois, mais il est peu probable qu'il s'agisse de Jean de Louvres.
- Il trouve un magister Johannes de Luperis, mais il s'agit probablement du curé de Poissy à qui Jean XXII accorde le 4 octobre 1317 une dispense de résidence de trois ans pour pouvoir fréquenter l'Université[4].
- Un Jean de Louvre (Johannes de Lupera) est mentionné dans un document du 13 mars 1333 en procès avec les héritiers de sa défunte épouse Guillemette de Louvre pour des biens à Paris, mais sa profession n'est pas précisée[5].

Le docteur Gabriel Colombe écrit à propos de la Grande Audience, réalisée par Jean de Louvres : « Le plan rappelle l'ancien palais de justice de Paris qui peut-être fut proposé comme modèle à son architecte par le pape lui-même. Clément VI occupait le siège archiépiscopal de Rouen […] : il connaissait donc la salle d'Enguerrand de Marigny… » En effet, Clément VI (Pierre Roger) connaissait bien la France du Nord pour avoir été abbé de Fécamp, évêque d'Arras, archevêque de Sens, puis de Rouen et participant à l'assemblée de Vincennes de 1329. Clément VI décida sûrement, pour imiter la salle du palais de justice parisien, d'employer un architecte d'Ile-de-France : il choisit Jean de Louvres, soit qu'il ait vu quelque réalisation précédente de l'architecte, soit que celui-ci se fût présenté à Avignon, et été favorisé parmi les architectes candidats venants d'autres contrées.

### À Avignon

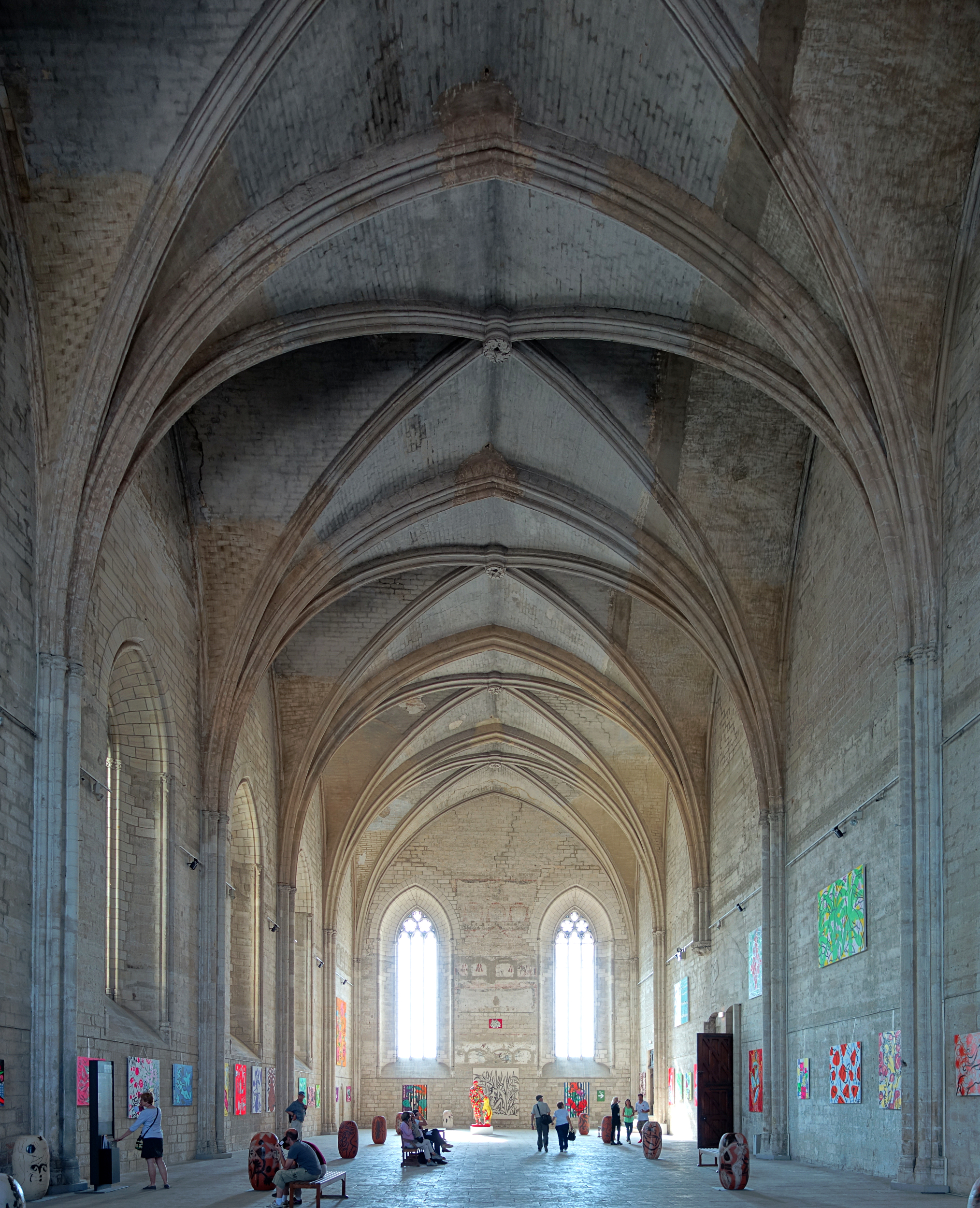
La Grande Chapelle du Palais des papes réalisée par Jean de Louvres

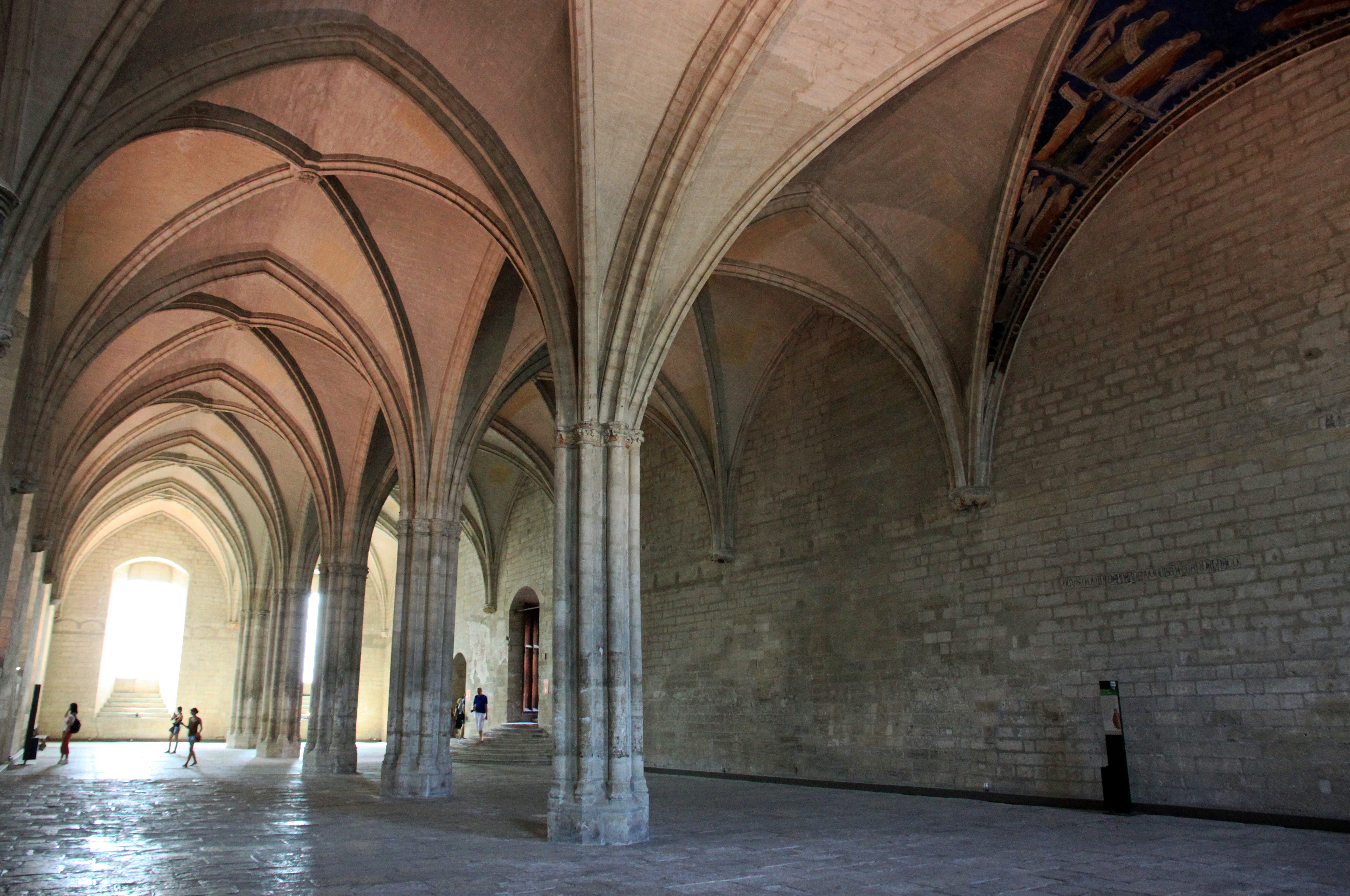
Salle de Grande Audience, œuvre de Jean de Louvres

Il travaille en tant que maitre d'œuvre entre 1342 et 1351 sur le chantier du palais des papes d'Avignon. Il succède ainsi à Pierre Poisson. Il fait ériger :
- plusieurs tours
- la Grande Chapelle ou Chapelle Clémentine (52 m de long, 15 de large, 20 de haut) dédiée aux apôtres Pierre et Paul et accessible par un escalier d’honneur ; son portail et son parvis son situés au niveau de la cour d’honneur du Palais[6],[7],
- la salle de Grande Audience (52 mètres de long, 16,80 mètres de large et 11 mètres sous plafond) qui accueillait le tribunal pontifical. La salle de la grande audience était accessible via la galerie du Conclave et la galerie du cloître[7]. Il est qualifié dans les textes de magister operum palatii apostiolici, c'est-à-dire maître des œuvres du palais pontifical[3],[8]

Il est également, d'après les recherches de Philippe Dautrey et de Jean-Marc Mignon, sergent des armes du pape de 1345 à sa mort.
Il s'installe définitivement à Avignon où il possède au moins une maison dans la paroisse Saint-Etienne, près des écoles de droit. Il vend cette maison en 1356 à l'abbé de Montmajour.
Jean de Louvres meurt entre novembre 1357 et début janvier 1358. En effet, il est encore cité comme vivant le 3 novembre 1357, mais un texte du 26 janvier parle de lui comme mort,.

### Famille
Jean de Louvres a un cousin germain à qui il délègue une partie de ses pouvoirs. Eugène Müntz lit son nom Herricus Godefridi, alias dictus de Luperia, et Labande le traduit par Erric Godeffroy. Mais une vérification de R. P. Laurent sur le document d'origine permet de corriger : le cousin s'appelle Hernotus ou Hernetus. Or un texte de 1346 parle d'un Haronetus, consanguineus Iohannis de Lupera « Haronetus, cousin de Jean de Louvres ». Il s'agit probablement du même.
On trouve dans les livres de taille de Paris du règne de Philippe le Bel (pour les années 1292, 1296-1300, 1313) plusieurs « de Louvres » : un Raoul de Louvres, tailleur de pierre, déjà nommé en 1292 sans mention de sa profession ; deux tailleurs de pierre Renaut de Louvres et Jehannot de Louvres en 1297 et un Dreux de Louvres, tailleur de pierre en 1313. Il est très probable que Jean de Louvres soit lié à ces gens-là, étant lui-même désigné comme lathomus et venant du même diocèse.